# Sara Madruga da Costa
Sara Martins Marques dos Santos Madruga da Costa (Madeira, 15 de setembro de 1978) é uma advogada e política portuguesa.

## Biografia
Licenciou-se em Direito pela Faculdade de Direito da Universidade de Lisboa e fez uma pós-graduação em Direito do Ordenamento do Território, do Urbanismo e do Ambiente pela Faculdade de Direito da Universidade de Coímbra. Foi deputada à Assembleia Legislativa da Região Autónoma da Madeira.
É militante do Partido Social Democrata e deputada à Assembleia da República, eleita pelo círculo da Madeira.
Foi a primeira cabeça-de-lista mulher eleita pelo círculo eleitoral da Região Autónoma da Madeira.
Foi Vice - Presidente do Grupo Parlamentar do PSD na Assembleia Legislativa da Região Autónoma da Madeira e na Assembleia da República. 